# Powiat Yaeyama
Powiat Yaeyama (jap. 八重山郡 Yaeyama-gun) – powiat w Japonii, w prefekturze Okinawa. W 2024 roku liczył 5598 mieszkańców.

## Miejscowości
- Taketomi
- Yonaguni